# Lithophane
Lithophane  is een geslacht van nachtvlinders uit de familie Noctuidae.

## Soorten
- L. abita Brou & Lafontaine, 2009
- L. adipel Benjamin, 1936
- L. alaina Boursin, 1957
- L. amanda Smith, 1900
- L. antennata Walker, 1858
- L. atara Smith, 1909
- L. baileyi Grote, 1877
- L. bethunei Grote & Robinson, 1868
- L. boogeri J.T.Troubridge, 2006
- L. brachyptera Staudinger, 1892
- L. cinerosa Grote, 1879
- L. consocia (Borkhausen, 1792)
- L. contenta Grote, 1880
- L. contra Barnes & Benjamin, 1924
- L. dailekhi Hreblay & Ronkay, 1999
- L. dilatocula Smith, 1900
- L. disposita Morrison, 1874
- L. fagina Morrison, 1874
- L. ferrealis Grote, 1874
- L. franclemonti Metzler, 1998
- L. furcifera

Kleine manteluil (Hufnagel, 1766)
- L. furiosa Hreblay & Ronkay, 1999
- L. gansuana Kononenko, 2009
- L. gausapata Grote, 1883
- L. georgii Grote, 1875
- L. glauca Hreblay & Ronkay, 1998
- L. griseobrunnea Hreblay & Ronkay, 1999
- L. grotei (Riley, 1882)
- L. hemina Grote, 1879
- L. hepatica Clerck, 1759
- L. holophaea Draudt, 1934
- L. innominata (Smith, 1893)
- L. itata Smith, 1899
- L. jeffreyi J.T. Troubridge & Lafontaine, 2003
- L. joannis Covell & Metzler, 1992
- L. laceyi Barnes & McDunnough, 1913
- L. lamda

Gageluil (Fabricius, 1787)
- L. lanei J.T.Troubridge, 2006
- L. lapidea (Hübner, 1808)
- L. laticinerea Grote, 1874
- L. laurentii Köhler, 1961
- L. leautieri

Coniferenuil (Boisduval, 1829)
- L. ledereri (Staudinger, 1892)
- L. leeae Walsh, 2009
- L. lemmeri Barnes & Benjamin, 1929
- L. lenneri Barnes & Benjamin, 1929
- L. lepida Lintner, 1878
- L. longior Smith, 1899
- L. merckii (Rambur, 1832)
- L. mouterdei Boursin, 1955
- L. nagaii Sugi, 1958
- L. nasar Smith, 1909
- L. nigrescens Engel, 1905
- L. oriunda Grote, 1874
- L. ornitopus

Lichtgrijze uil (Hufnagel, 1766)
- L. pacifica Kononenko, 1978

- L. patefacta Walker, 1858
- L. pertorrida McDunnough, 1942
- L. petulca Grote, 1874
- L. pexata Grote, 1874
- L. plumbealis (Matsumura, 1926)
- L. ponderosa J.T. Troubridge & Lafontaine, 2003
- L. pruena Dyar, 1910
- L. pruinosa Butler, 1878
- L. puella Smith, 1900
- L. querquera Grote, 1874
- L. remota Hreblay & Ronkay, 1998
- L. ricardi Barnes & Benjamin, 1927
- L. rosinae Püngeler, 1906
- L. scottae J.T.Troubridge, 2006
- L. semibrunnea

Bruine essenuil (Haworth, 1809)
- L. semiusta Grote, 1874
- L. signosa (Walker, 1857)
- L. socia

Geelbruine houtuil (Hufnagel, 1766)
- L. subtilis Franclemont, 1969
- L. tarda Barnes & Benjamin, 1925
- L. tephrina Franclemont, 1969
- L. tepida Grote, 1874
- L. thaxteri Grote, 1874
- L. thujae Webster & Thomas, 1999
- L. torrida Smith, 1899
- L. trimorpha Hreblay & Ronkay, 1997
- L. unimoda Lintner, 1878
- L. ustulata Butler, 1878
- L. vanduzeei Barnes, 1928
- L. venusta (Leech, 1889)
- L. violascens Hreblay & Ronkay, 1999
- L. viridipallens Grote, 1877
- L. vivida Dyar, 1910

### Foto's

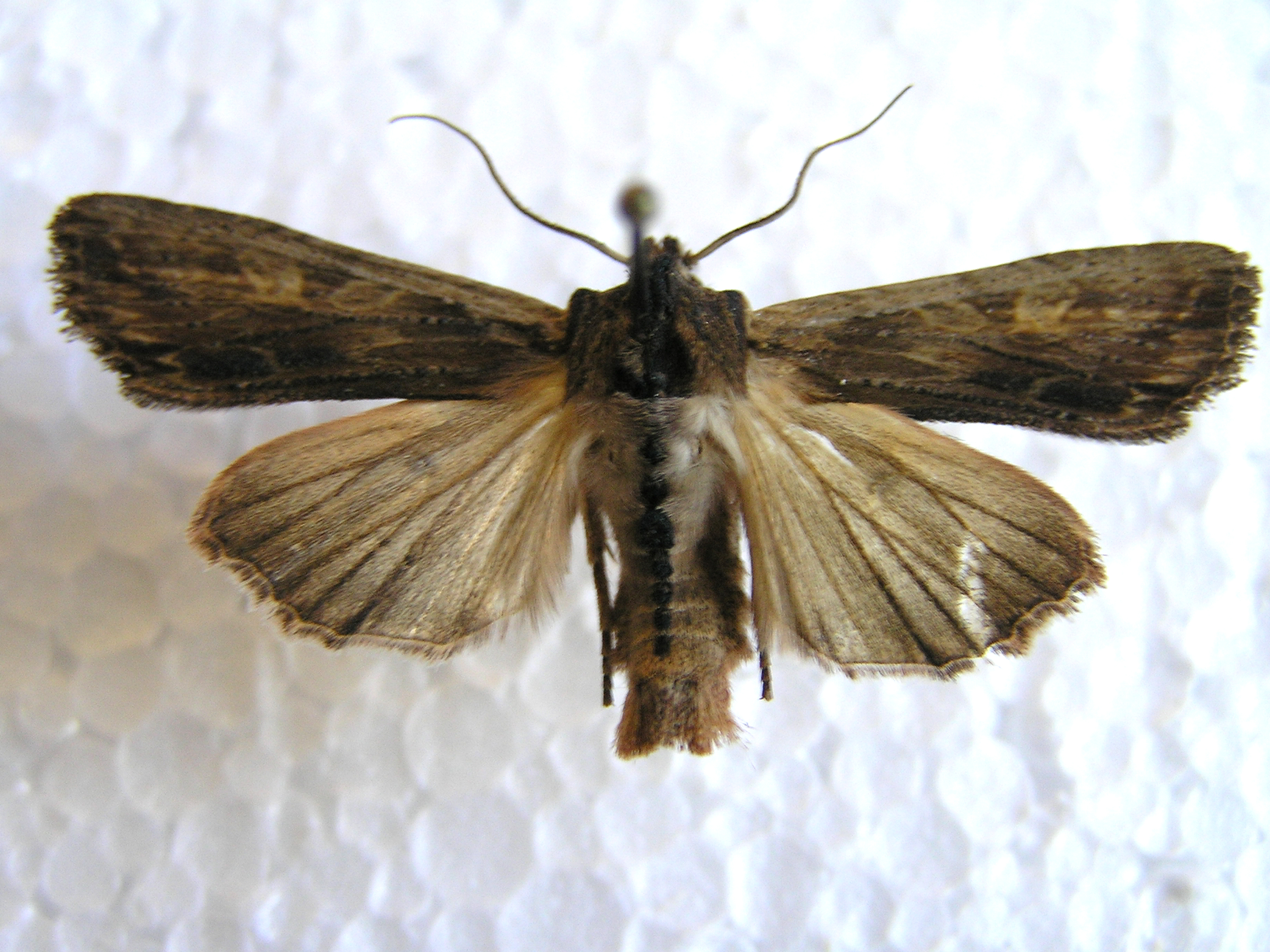
Lithophane semibrunnea Bruine essenuil